# The Mafat Conspiracy
The Mafat Conspiracy (ゴルゴ13 第二章イカロスの謎, Gorugo Sātīn Dai-Nishou Ikarosu no Nazo) est un jeu vidéo sorti sur NES en 1990. C'est la suite directe de Golgo 13: Top Secret Episode. Le jeu est basé sur le manga Golgo 13.

## Histoire
Au-dessus de New York, un hélicoptère explose touché par un obus de M16. À bord de l'engin se trouve la dernière arme de guerre biologique qui a été secrètement mise au point par la CIA, Cassandra-G. Un vaccin et des plans ont été volés parmi les fragments de l'épave de l'hélicoptère. La CIA conclut à un acte commis par un sniper professionnel nommé Golgo 13.